# Château de Boumois
Le château de Boumois est situé sur la commune de Saint-Martin-de-la-Place, à moins d'une dizaine de kilomètres de Saumur dans le département de Maine-et-Loire en France.

## Historique
Le premier château de Boumois était situé à 500mètres au sud du château actuel, sur la rive droite de la Loire. Construit au XIIIe siècle, la forteresse fut ruinée par les Anglais lors de la guerre de Cent Ans,. Pour Jean-Marie Pérouse de Montclos les derniers vestiges, situés sur une île, auraient été emportés au XVIIIe siècle par une crue de la Loire.
Le château actuel fut construit à l'abri de la levée de la Loire à la fin du premier quart du XVIe siècle pour René de Thory, seigneur de Boumois et sa femme, Anne Assé. Un marché est passé, en octobre 1521, par René de Thory, avec le maître maçon Jean Pymotz, pour la construction des voûtes de la cuisine et du garde-manger et de deux escaliers pour descendre de la cuisine à la cave. Des marchés de serrurerie ont été passés en 1521 avec Jean Raciquot, ce qui fit remonter la construction du logis et de l'aile sud des communs vers 1520.
Un marché de 1524 comporte le colombier, l'aile nord de cent sept pieds de long qui borde la cour et rejoint la chapelle Sainte-Anne nouvellement construite, et un mur percé de deux portes fermant la cour à l'est. Puis sont construits avant 1530 les pièces voûtées entre la chapelle et le pignon du logis ainsi qu'un « mur d'enclos de cinq cents toises de long » autour du jardin situé au sud du château. La chapelle, dédiée à sainte Anne, est consacrée en 1546. Cette chapelle était ornée de trois verrières formant vitraux jusqu'en 1895 où elle fut séparée du château pour être successivement vendue, elle est aujourd'hui conservée à la Bob Jones University de Caroline du Sud (États-Unis) et fut restaurée avec des éléments (héraldiques notamment) provenant d'autres verrières contemporaines. On peut y observer notamment un portrait René de Thory en prière et de sa première épouse Françoise du Plessis-Richelieu. Xavier Barbier de Montault attribuait ces verrières de Boumois, à Balthazar Godon, peintre-verrier originaire de Troyes, à cause des initiales G et B visibles.
Lors des guerres de religion, deux bastions de terre, aux angles est des douves sont établis vers 1560-1570 pour renforcer les défenses. Le portail d'origine du mur est de la cour est remplacé par un portail inspiré d'un modèle de l'italien Sebastiano Serlio vers la fin du XVIe siècle et le début du XVIIe siècle. À la même époque, on construit deux échauguettes de chaque côté du portail. Au mois de juillet 1604, Philippe Duplessis-Mornay, gouverneur de Saumur, quitte cette dernière pour fuir la peste et se réfugie au château de Boumois avec sa femme. 
Le château resta dans la famille de Thory jusqu'au 30 janvier 1607, où Charles de Thory et son épouse Suzanne de Contour vendirent les terres à François de Peyrat, trésorier de la maison de Mme de Montpensier. François meurt dans la nuit du 1er au 2 octobre 1612. Le château est alors vendu par sa veuve, Philippe de Ragois, pour 34 117 livres le 13 novembre 1613 à René Gaultier, un avocat général au Grand Conseil du roi et surintendant de l'Ordre de Fontevraud, qui y élève de nouvelles dépendances.
À la fin du XVIIe siècle ou au début du XVIIIe siècle, on reprend les élévations sur cour des deux ailes du château. Le 22 août 1671, Boumois est saisi sur Louis Gaultier, conseiller et maître d'hôtel du Roi, et adjugé en 1700 à René Berthelot, sieur de Villeneuve, auditeur à la Chambre des comptes de Bretagne. Par le mariage de sa fille, il échoit à la famille Gohin. Marie Gohin épouse Gilles-Louis-Antoine Aubert du Petit-Thouars le 13 novembre 1754. La famille Aubert Du Petit-Thouars en fait un de ses lieux de résidence principale,.
Le château change de nouveau de propriétaire, en 1833, après être revendu. L'aile sud est finalement détruite en 1859. Une métairie, située dans l'avant-cour, connaît le même sort. En 1889, le domaine, d'une superficie de 45 hectares, est vendu à la famille Girault.
En 1944, lors d'un bombardement de la voie ferrée proche, une bombe souffle la partie sud du logis, et les charpentes, la toiture et les huisseries sont endommagées. Par arrêté du 18 août 1953, le château, ainsi que les douves, le sol intérieur carrelé en tomettes et le superbe colombier conservé d'origine, sont classés au titre des monuments historiques.
Michel Grillault Laroche hérite du Château de Boumois, en 1965, en état de ruine. Les fenêtres sont arrachées, l'ensemble des toitures doit être refait, à la suite du souffle de l'obus, en 1944, un arbre pousse dans le salon. Il n'y a ni eau courante, ni électricité. 
La restauration dure 30 ans, fruit de beaucoup de sacrifice et d'une volonté affichée de restaurer l'ensemble du monument selon son aspect d'origine. L'ensemble du chemin de ronde est démonté pierre par pierre, puis remonté.[réf. nécessaire]

## Architecture
Le château de Boumois présente une architecture de transition entre la fin du style gothique et les débuts de l'architecture renaissance en France. L'influence de la Renaissance est particulièrement visible dans la décoration et la présence de colonnettes torsadées du XVIe siècle.
Les deux échauguettes de part et d'autre du portail datent du tout début du XVIIe siècle comme le portail inspiré d'un modèle de Serlio.
Le logis est situé au fond de la cour, flanqué d'une tour d'angle. Entre le logis et la chapelle, se situent quatre petites pièces voûtées.